# 黄石奇
黄石奇（황석기、? - 1364年）は、朝鮮氏族の昌原黄氏の始祖である。
高麗の密直司の知申事の役職を務め、忠恵王を廃位させようとした曺頔の企みを阻止した功績により、一等功臣となる。忠穆王が即位すると、知密直司事・都僉議参理に任命され、檜山君に封ぜられる。その後、賛成事に任命され、1358年には官職が門下侍郎同中書門下平章事まで達した。
先祖は、中国の後漢の官僚の黄洛であり、光武帝の建武4年（28年）に使臣として交阯郡に赴く途中に海上で遭難し新羅に漂着・帰化した。